# Bernhard II. (Braunschweig-Lüneburg)

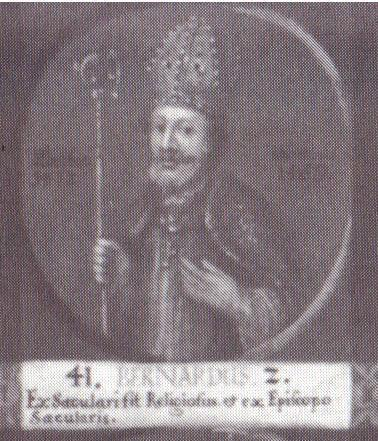
Bernhard II. als 41. Bischof von Hildesheim auf einem Gemälde mit Medaillondarstellungen aller Hildesheimer Bischöfe bis zum Ende des 18. Jahrhunderts; lateinische Inschrift: „Aus einem Weltlichen wurde er ein Geistlicher und aus einem Bischof ein Weltlicher.“

Bernhard II., Herzog zu Braunschweig-Lüneburg, (* vor 1452; † 1464) war von 1452 bis 1458 Bischof von Hildesheim sowie von 1457 bis 1464 Fürst von Lüneburg.

## Leben
Bernhard wurde als Sohn von Friedrich dem Frommen und seiner Gemahlin Magdalene von Brandenburg geboren. 1452 wurde Bernhard auf Wunsch des Bischofs von Hildesheim zum Koadjutor desselbigen gewählt und trat nach dessen Tod seine Nachfolge an. Die Hoffnung des Bischofs, durch einen Welfen eine Stärkung gegen das welfische Fürstentum Braunschweig-Wolfenbüttel zu haben erwiesen sich jedoch als trügerisch, da Bernhard sich in erster Linie den Interessen seiner Familie verpflichtet fühlte. Auf Bitten seines Vaters verließ er bereits 1457 das Stift um die Regentschaft im Fürstentum Lüneburg zu übernehmen, die er gemeinsam mit seinem Bruder Otto dem Siegreichen bis zu seinem Tod im Jahre 1464 ausübte. Bernhard starb ohne Hinterlassung eines Erben, seine 1463 mit Mathilde von Schaumburg († 22. Juli 1468) geschlossene Ehe blieb kinderlos.